# Frank Braña
Pour les articles homonymes, voir Braña.
Frank Braña est un acteur espagnol né le 24 février 1934, et mort le 13 février 2012.

## Filmographie
- 1961 : Les Corsaires des Caraïbes
- 1961 : Le Roi des rois
- 1964 : Furie apache : ami de Burt
- 1965 : Django le Proscrit (El proscrito del río Colorado) : Bandit
- 1965 : Murieta : Bandit
- 1965 : Le Dernier des Mohicans : Corporal
- 1965 : Et pour quelques dollars de plus : Blackie, membre du gang d'Indio
- 1966 : Les Dollars du Nebraska : Dickson
- 1966 : Le Bon, la Brute et le Truand
- 1967 : L'Homme qui venait pour tuer : Tom
- 1967 : Les Tueurs de l'Ouest (El precio de un hombre) de Eugenio Martín
- 1967 : Dieu pardonne... moi pas !
- 1967 : Il était une fois en Arizona : Jason
- 1968 : Gringo joue et gagne
- 1968 : Il était une fois dans l'Ouest
- 1968 : Clayton l'Implacable (Lo voglio morto) de Paolo Bianchini
- 1969 : Santo frente a la muerte : Mario
- 1969 : Les Pistoleros de l'Ouest
- 1970 : Quand Satana empoigne le colt (Manos torpes) de Rafael Romero Marchent
- 1970 : Une traînée de poudre, les pistoleros arrivent (Una nuvola di polvere... un grido di morte... arriva Sartana) de Giuliano Carnimeo
- 1970 : Les Léopards de Churchill : François Leduc
- 1971 : Nicolas et Alexandra
- 1971 : La Folie des grandeurs
- 1971 : Allons tuer Sartana (Vamos a matar Sartana) de George Martin et Mario Pinzauti
- 1972 : Gringo, les aigles creusent ta tombe
- 1972 : El Zorro justiciero de Rafael Romero Marchent : Dominguez (non crédité)
- 1972 : Poker d'as pour un gringo (Hai sbagliato... dovevi uccidermi subito!), de Mario Bianchi : shérif Lewis
- 1973 : Le Sang des autres
- 1973 : Le Retour des morts-vivants : Howard
- 1974 : La Chasse sanglante
- 1975 : Metralleta 'Stein' de José Antonio de la Loma : El minero
- 1977 : Train spécial pour Hitler d'Alain Payet : Otto Kramer
- 1978 : Le Continent fantastique : Yann
- 1980 : Los cántabros : Próculo
- 1982 : Le Sadique à la tronçonneuse : Det. Sgt. Holden
- 1983 : L'Éclosion des monstres : Burt
- 1985 : Tex et le Seigneur des abysses (Tex e il signore degli abissi) : Jim Bedford
- 1987 : Siesta : Park Policeman
- 1988 : Mutations : Frank Phillips